# KOI-456.04
KOI-456.04 — экзопланета, относится к классу Суперземель. Материнская звезда Kepler-160. Планета находится на расстоянии около 3100 световых лет от нашей Земли. В настоящее время это лучший кандидат на звание двойника нашей земли.

## Описание
Планета KOI-456.04 была открыта в 2020 году. Она является четвертой планетой по счету в своей системе. Год на планете длится 378 дней. Предполагаемая средняя температура на поверхности 28 °C, что больше земного (15 °C).

## Характеристики
Радиус планеты KOI-456.04 составляет 1,9 земного, а возраст около 9 миллиардов лет, что в два раза больше, чем у Земли. Ученые считают, что за такой период вполне могла сформироваться сложная жизнь на планете при условии, что на планете не было глобальных катаклизмов.